# Carlos Alberto Godoy Labraña
Carlos Alberto Godoy Labraña (* 28. März 1969 in Santiago de Chile) ist ein chilenischer römisch-katholischer Geistlicher und Bischof von Osorno.

## Leben
Carlos Alberto Godoy Labraña studierte Philosophie und Theologie am Priesterseminar in Santiago de Chile und empfing am 18. Mai 1996 das Sakrament der Priesterweihe für das Erzbistum Santiago de Chile. Nach weiteren Studien erwarb er an der Universidad Alberto Hurtado einen Mastergrad auf dem Gebiet der psychospirituellen Begleitung.
Neben verschiedenen Aufgaben in der Pfarrseelsorge, als Dekan und als Leiter der diözesanen Beschwerdestelle war er Spiritual des Priesterseminars in Santiago de Chile und Rektor des Wallfahrtsortes auf dem Cerro San Cristóbal. Ab 2019 war er Bischofsvikar für die Seelsorge im Erzbistum Santiago de Chile.
Papst Franziskus ernannte ihn am 22. Juni 2021 zum Titularbischof von Pudentiana und zum Weihbischof in Santiago de Chile. Der Erzbischof von Santiago de Chile, Celestino Kardinal Aós Braco OFMCap, spendete ihm und dem mit ihm ernannten Weihbischof Cristián Castro Toovey am 13. August desselben Jahres auf dem Cerro San Cristóbal die Bischofsweihe; Mitkonsekratoren waren der Apostolische Nuntius in Chile, Erzbischof Alberto Ortega Martín, und der Erzbischof von Antofagasta, Ignacio Francisco Ducasse Medina.
Am 8. September 2023 bestellte ihn Papst Franziskus zum Bischof von Osorno. Die Amtseinführung erfolgte am 11. November desselben Jahres.